# オレゴン健康科学大学

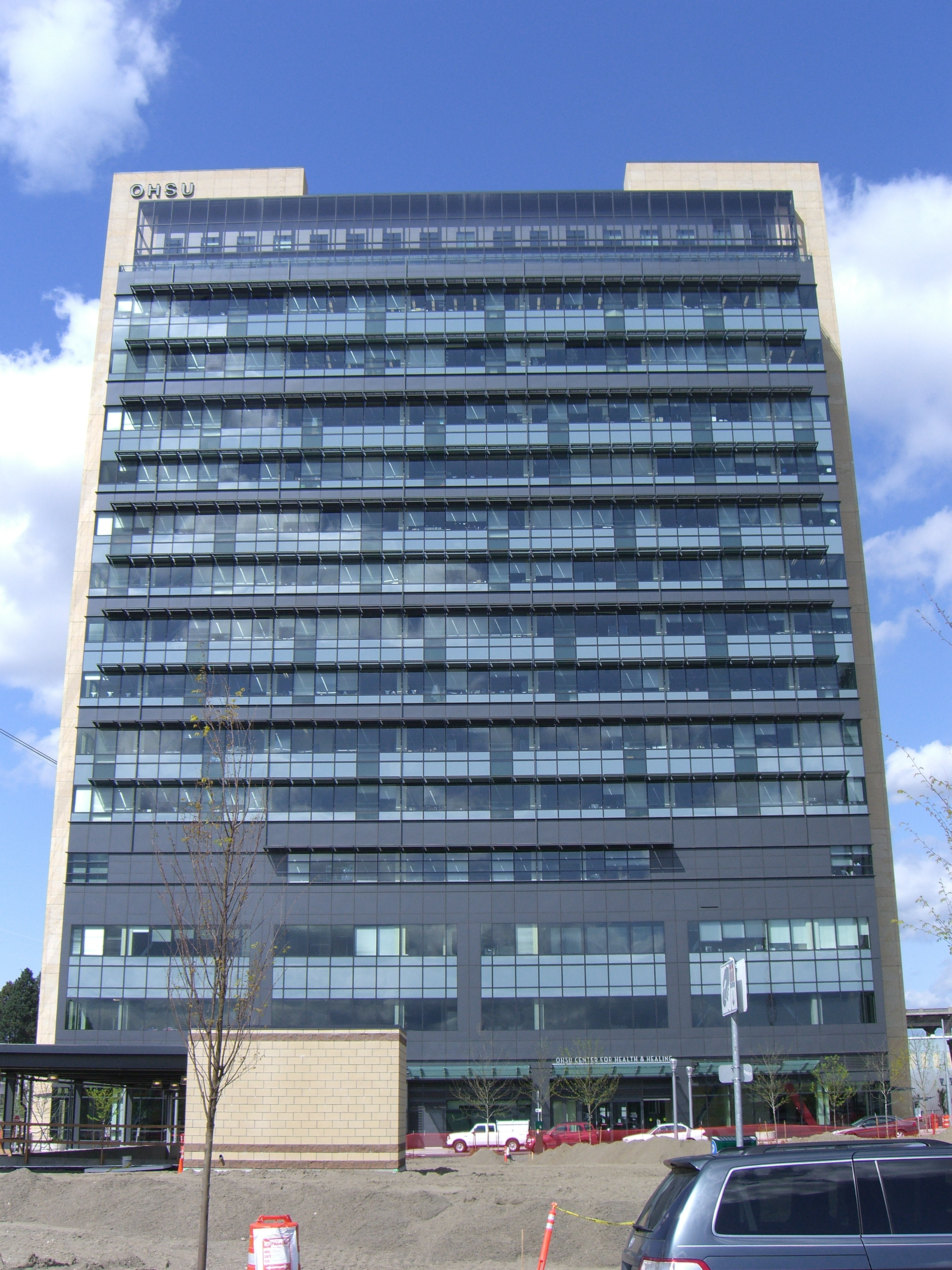
The OHSU Center for Health & Healing

オレゴン健康科学大学（オレゴンけんこうかがくだいがく、英: Oregon Health & Science University; OHSU）は、アメリカ合衆国オレゴン州の公立大学。ポートランドに3つの病院を構えるメインキャンパス、ヒルズボロに小規模なキャンパスを有する。

## 概要
本学は1974年、オレゴン州内における歯学教育、医学教育、看護学教育の単一機関への集約を目指し、オレゴン大学健康科学センター（University of Oregon Health Sciences Center）として開学した。1981年にオレゴン健康科学大学（Oregon Health Sciences University）へ改称した後、2001年にオレゴン科学技術大学院大学（Oregon Graduate Institute of Science and Technology, OGI）を吸収し現在の名称となる。オレゴン州立大学と共同で薬学博士号（PharmD）を授与する薬学教育を実施するなど、いくつかの提携プログラムを展開している。
メインキャンパスはホームステッド地区南西部のマーカムヒル（通称「ピルヒル」）にあり、医学部と2つの提携病院を構えている。オレゴン健康科学大学病院はレベル1外傷治療センター及び総合病院である。Doernbecher小児病院は小児医療や長期慢性疾患を抱えた子供の治療を専門とする小児病院である。
ポートランド復員軍人省医療センターはOHSUキャンパスの隣に建っている。この病院は、アメリカ合衆国復員軍人省が運営しており、OHSUからの援助は受けていない。1992年、同病院とOHSU病院との間に歩道橋が設けられた。この歩道橋は全長で660フィート（200メートル）あり、北アメリカで最も長い吊橋型の歩行用スカイブリッジとなっている。
ヒルズボロのキャンパスは、旧OGIの敷地に設けられた。このキャンパスは大学院レベルの理工学教育に特化しており、オレゴン・シリコン･フォレストの心臓部に位置している。
OHSUは多くのポートランド都市圏全域に外来初期治療施設を構えており、その一つにマーカムヒル・キャンパスの Physician's Pavilion がある。また、1998年からワシントン郡のオレゴン国立霊長類研究センターを管理している。
マーカムヒル・キャンパスの拡張余地の減少に伴い、2003年にOHSUはサウス・ウォーターフロント地区（かつてのノース・マカダム地区）への拡張計画を発表した。ポートランド南部からマーカムヒル東部までのウィラメット川沿岸が具体的な拡張地域となる。既存の平面道路は、2つのキャンパスを連結させるには不十分であると考えられたため、2006年12月1日、キャンパス同士を結ぶロープウェイ「ポートランド・エアリアル・トラム」が建設された。

## 歴史
OHSUの起源は1867年にセイラムで創立したウィラメット大学医学部まで遡る。最初のキャンパスは1917年に、オレゴン・ワシントン鉄道海運（Oregon Railroad and Navigation Company）から20エーカー（80,000 m²）、旧オレゴン・ジャーナルを所有していた家族から88エーカー（360,000 m²）の寄贈により設置された。その土地は元々鉄道駅建設のために無調査で購入されたが、丘状のため駅建設が不可能だった。

## 羊の「性嗜好」研究を巡る論争
近年、動物権利団体「動物の倫理的扱いを求める人々の会」はOHSUの羊を用いた研究を巡る議論を引き起こした。同研究はオレゴン州立大学との共同で行われ、性交渉相手の嗜好に関する生物学的メカニズムを理解するように設計されている。これらの実験は2008年まで公共助成金で援助されている。

## 典拠
1. ↑  OHSU: An historical chronology
2. ↑  Oregon gay sheep experiment challenged by tennis champ
3. ↑  Seattle Times: Born gay? How biology may drive orientation